# HBE T 3
Der Triebwagen HBE T 3 war ein Triebwagen der Halberstadt-Blankenburger Eisenbahn (HBE).
Er wurde für den Betrieb auf dem Netz der Gesellschaft beschafft, um in verkehrsschwachen Zeiten alle Angebote eines Personenzuges auf den Gleisen der Gesellschaft anbieten zu können. Dafür war er mit einem Gepäck- und einem Postabteil ausgerüstet. Das Fahrzeug war der dritte Triebwagen der Gesellschaft. Er wurde nach 1949 von der Deutschen Reichsbahn als VT 137 571 übernommen. Das Fahrzeug wurde 1964 abgestellt. Es ist heute nicht mehr vorhanden.

## Geschichte
Nach den erfolgreichen Tests mit dem HBE T 1 und dem HBE T 2 wollte die Halberstadt-Blankenburger Eisenbahn ab 1935 weitere Fahrzeuge für ihr Streckennetz beschaffen. So wurde von der MAN ein weiteres Fahrzeug konstruiert, dass am 21. Mai 1938 abgenommen wurde. Der Triebwagen war mit der Motorleistung von 490 PS ausgestattet und für 70 km/h Höchstgeschwindigkeit zugelassen. Gegenüber den bisherigen Fahrzeugen erfolgte die Kraftübertragung mit einem Strömungsgetriebe. Da mit dieser Kraftübertragung noch wenig Erfahrung bestand, beauftragte die Gesellschaft das Lokomotiv-Versuchsamt Grunewald mit der messtechnischen Untersuchung des Fahrzeuges. Das LVA führte die notwendigen Messfahrten zwischen dem 12. und dem 20. Januar 1938 durch.
Die Ergebnisse des LVA brachten der HBE die Erkenntnis, dass der Triebwagen, obwohl einer der leistungsstärksten Privatbahntriebwagen, nur bedingt auf den Strecken der HBE eingesetzt werden konnte. Deshalb befuhr der Triebwagen später hauptsächlich die Strecken Halberstadt–Blankenburg und Blankenburg–Quedlinburg. Mit der Indienststellung des Triebwagens wurden einige Beiwagen mitbeschafft, denn der Triebwagen bot auf den genannten Strecken genügend Möglichkeiten für den Ersatz dampflokbespannter Reisezüge.
Durch die Kontingentierung des flüssigen Kraftstoffes im Zweiten Weltkrieg musste die HBE ihren Triebwageneinsatz wieder einschränken. Auf den Stammstrecken verkehrten fast ausschließlich dampflokbespannte Züge.
Nach dem Krieg wurde der Triebwagen zusammen mit der HBE 1949 von der Deutschen Reichsbahn übernommen und zum 1. Januar 1950 bei der Reichsbahndirektion Magdeburg geführt. Dort verblieb er die weiteren Jahre. Konkrete Einsatzstrecken sind für den Triebwagen nicht mehr bekannt, er war bevorzugt in Aschersleben eingesetzt, also fernab der früheren HBE-Steilstrecken. Abgestellt wurde der Triebwagen 1964, die Ausmusterung erfolgte 1968.

## Konstruktive Merkmale
Der Triebwagen war der einzige vierachsige Dieseltriebwagen für Privatbahnen mit hydraulischer Kraftübertragung.  Da die ersten Staatsbahntriebwagen mit hydraulischer Kraftübertragung erst 1935 gebaut wurden, war seine Konstruktion zur damaligen Zeit durchaus ein Wagnis, welches wichtige Erkenntnisse für weitere Fahrzeugkonstruktionen brachte.
Der Fahrzeugteil war den Staatsbahntriebwagen nachgestaltet. Im Unterschied zu diesen besaß der Triebwagen nur ein Fahrgastabteil, das zwischen den zweiflügeligen Schiebetüren platziert war. Auf der Motorseite war der Gepäckraum und auf der entgegengesetzten Fahrzeugseite der Postraum platziert.
Die Maschinenanlage bestand aus dem Sechszylinder-Viertakt-Dieselmotor W6V 22 der MAN und einem hydraulischen Getriebe von Voith. Der Dieselmotor brachte seine relativ hohe Leistung durch große Zylinderabmessungen zustande. Dadurch war die Masse des Triebwagens mit 40 Tonnen für ein dieselhydraulisches Fahrzeug relativ hoch.